# یشیل‌یورت (تاش‌اوا)
یشیل‌یورت (به لاتین: Yeşilyurt) یک منطقهٔ مسکونی در ترکیه است که در تاشوا واقع شده‌است.